# Уеб медия груп
„Уеб Медия Груп“ АД е българска интернет медийна компания, притежаваща някои популярни домейни в българския интернет – news.bg, topsport.bg, money.bg, lifestyle.bg, gladen.bg и infostock.bg.
Дружеството възниква с капитал 710 000 лева, от които 2000 лева парична вноска и 708 000 лева апортна вноска – интелектуална собственост и е със седалище и адрес на управление: Република България, гр. София, район „Изгрев“, ул. „Фредерик Жолио Кюри“ № 20.
С решение на СГС от 15.08.2005 година, се вписва увеличение на капитала на дружеството от 710 000 лева на 1 420 000 лева.
Акциите на дружеството се търгуват на Българска фондова борса.